# Le Château de verre (film, 1950)
Pour les articles homonymes, voir Le Château de verre.
Pour plus de détails, voir Fiche technique et Distribution.
Le Château de verre est un film franco-italien réalisé par René Clément, sorti en 1950, drame romantique adapté d'un roman de Vicki Baum. L'intrigue concerne Évelyne est une femme mariée à Laurent, un juge très afféré. Elle rencontre Rémi, un jeune homme qui la séduit. Le temps d'un week-end, c'est une autre vie.

## Synopsis
Bien mariée à Laurent Bertal (Jean Servais), magistrat à Berne en Suisse, Évelyne (Michèle Morgan) serait parfaitement heureuse si son époux n’avait pas tendance à la délaisser pour son travail. Au cours d'un séjour en Italie au bord du lac de Côme, avec son mari et leur amie Elena (Elisa Cegani), Évelyne rencontre Rémi Marsay (Jean Marais), représentant d’une firme industrielle et jeune homme volage et joueur qui la séduit malgré elle. Après ce bref béguin, il rentre à Paris et elle à Berne, heureuse de revoir son jeune fils « ourson » mais toujours irrésistiblement attirée par Rémi. Son mari Laurent, se doutant de quelque chose, interroge Elena qui n’évoque qu’un simple badinage anodin. Cependant, la tension s’installe dans le couple. Évelyne s’oppose à Laurent procureur au procès de Louise Morel, une pauvre femme accusée d’avoir tué sa belle-mère possessive pour garder son mari. 
Évelyne comprend la femme dans ce crime passionnel, alors que Laurent cherche par tous les moyens à la condamner : « il faut que je trouve la torture exacte qui fera parler cette femme ». De son côté, Rémi a retrouvé sa maîtresse en titre, Marion (Élina Labourdette), une antiquaire à laquelle il a l’habitude de raconter toutes ses aventures féminines. Jalouse, elle le pousse à demander à Évelyne de le rejoindre à Paris, étant sûre que ce ne sera qu’une passade, car Rémi est un homme volage, incapable d’aimer. D’abord réticente, Évelyne finit par se rendre à Paris, alors que Laurent la croit à la campagne, chez Elena. Néanmoins, arrivée dans la capitale, elle prend conscience de son audace et pense faire demi-tour. Mais après avoir passé une journée entre passion et culpabilité à visiter Paris avec Rémi, elle devient sa maîtresse et pour elle, c’est une autre vie. Rémi comprend soudain qu'il est amoureux d'elle et lui demande de quitter Laurent. Évelyne le souhaite, mais tient à rentrer pour s’expliquer avec son mari, décidée à obtenir sa liberté. Mais cette histoire d’amour sans avenir, ce « château de verre » va se briser à l’image des deux amants qui tour à tour se blessent en marchant sur des bris de verre. Les adieux provisoires s’éternisent. Rémi veut la garder tandis qu'Évelyne joue avec la montre en avançant d’une heure les aiguilles pour simuler ce qui va se passer. 
Finalement, elle rate son train pour Berne et prend l’avion qui n’arrivera jamais à destination. Elle périt dans l'accident qui survient au décollage. Laurent finit par comprendre qu’Elena, « l’amie de la famille », lui avait caché l’escapade d’Évelyne : les deux femmes qui comptaient pour lui l’ont trompé.

## Fiche technique
- Titre : Le Château de verre (L'amante di una notte)
- Autres titres : Glass Castle et Rendez-vous in Paris
- Réalisateur : René Clément
- Assistants réalisateurs : 1) Pierre Kast / 2) Claude Clément
- Scénariste : Gian Bistolfi et Pierre Bost, d'après le roman de Vicki Baum, Das grosse Einmaleins (traduction française sous le titre Sait-on jamais ?), Querido Verlag, Amsterdam, 1935, 336 p.
- Directeur de la photographie : Robert Lefebvre
- Cameraman : Léon Bellet
- Assistants opérateurs : 1) Daniel Diot / 2) André Domage
- Décors : Léon Barsacq, décorateur adjoint : André Bakst, assistés de Jacques Chalvet
- Ensemblier : Maurice Barnathan
- Costumes : Pierre Balmain et Larsen
- Ingénieur du son : Jacques Carrère
- Musique : Yves Baudrier, orchestre dirigé par André Jolivet
- Éditions musicales : Mondia S.A.
- Montage : Roger Dwyre, assisté de Françoise Javet
- Chef Maquilleur : Alexandre Marcus
- Script : Nicole Bénard
- Photographe de plateau : Roger Forster
- Producteur : Henry Deutschmeister / Producteur associé : Eugène Tucherer
- Directeur de production : Henri Baum
- Régie générale : Ulrich Pickardt / Régisseurs adjoints : André Hoss, René Noël
- Sociétés de production : Franco London Film (Paris), Fortezza-Film (Roma) et Universalia Film
- Société de distribution : Les Films Corona (Paris)
- Scènes d'aéroport tournées à Paris-Le Bourget
- Tournage : du 3 juillet 1950 au 9 septembre 1950 aux Paris Studios Cinéma Billancourt, ainsi qu'à Paris en extérieurs.
- Laboratoire : L.T.C.
- Format : Son mono - 35 mm - Noir et blanc - 1,37:1
- Pays : France,  Italie
- Genre : Film dramatique romantique
- Durée : 99 minutes
- Visa de censure : N° 10224 délivré le 11 décembre 1950
- Date de sortie : 16 décembre 1950 France

## Distribution
- Michèle Morgan : Évelyne Lorin-Bertal
- Jean Marais : Rémi Marsay
- Jean Servais : Laurent Bertal, le magistrat
- Elisa Cegani : Elena, l'amie italienne du couple (doublée par Maria Casarès)
- Élina Labourdette : Marion, la maitresse de Rémi
- Allain Dhurtal : l'avocat de la victime
- André Carnège : le secrétaire du patron de l'entreprise de Rémi
- Roger Dalphin : Marcel, le valet de chambre de l'hôtel du jardin
- Giovanna Galletti : Louise Morel, la femme accusée
- Albert Michel : le clochard, charmeur de pigeons
- Colette Régis : la tenancière de l'hôtel
- Steinhagen

Non crédités : 
- Anne-Marie Cazalis : la standardiste de l'hôtel
- Germaine Stainval : la bonne de l'hôtel
- Jean-Pierre Melville, le chauffeur de taxi
- Yvonne Claudie : la fleuriste
- Jo Dest : un assesseur
- Géo Forster : un danseur
- Paule Launay
- Jacques Rivette et Jean-Luc Godard : les voyageurs sortant de la Gare de l'Est (à la 47e minute)

## Lieux de tournage
Le tournage a eu lieu notamment au bord du lac de Côme, à la gare de Milan dans le train wagon-lit Milan-Paris du Trans-Europ-Express, puis à Paris :
- 1er arrondissement : Place Vendôme, rue de Montpensier à la hauteur du Théâtre du Palais-Royal, devant le 9 rue de Beaujolais, dans le Jardin du Palais-Royal, Place André Malraux devant la Comédie-Française, Place des Victoires
- 5ème arrondissement : Place du Panthéon et au sommet de l'église
- 7ème arrondissement :au 81 et 92 rue du Bac
- 8ème arrondissement : rue Royale, Place de la Concorde, face à l’Église de la Madeleine, chez Hermès rue du Faubourg Saint Honoré
- 10ème arrondissement : sur les quais, au buffet de la gare et sur le parvis de la Gare de l'Est
- 12ème arrondissement : devant la Gare de Lyon
- 18ème arrondissement : escaliers et rues de Montmartre et parmi les ruines encore présentes en 1950 à la suite des bombardements aériens des forces alliées des 20 et 21 avril 1944  ,
et aussi dans le hall et à l'extérieur de l'aéroport du Bourget (Seine-Saint-Denis)

## Autour du film
Le film est une adaptation d’une œuvre de la romancière Vicki Baum : Sait-on jamais ?. Le film a été tourné simultanément en langue italienne sous le titre L'amante di una notte. Dans cette version italienne, Fosco Giachetti remplace Jean Servais pour interpréter le rôle de Laurent Bertal.
Les deux interprètes principaux, Michèle Morgan et Jean Marais, étaient enthousiastes à la lecture du scénario et à l'idée de travailler à nouveau ensemble, après Aux yeux du souvenir (1948) pour lequel film Michèle Morgan avait reçu  aux Victoire du Cinéma Français le prix pour la meilleure actrice et Jean Marais celui du meilleur acteur pour La Belle et la Bête (1946) et pour Orphée (1950).
Le mélodrame de Vicki Baum est parfaitement retranscrit à l'écran par René Clément. Mais ce dernier en introduisant "quelque chose" de nouveau, son œuvre déconcertante n'obtiendra pas le succès escompté. En effet, René Clément a utilisé au montage un flashforward ou saut en avant (l’inverse d’un flashback ou saut arrière) qui à l’époque (1950) a été assez mal compris par certains spectateurs non encore aguerri à cette utilisation particulière d’écriture cinématographique. Gilles Jacob a écrit à ce sujet : « Clément construit son dénouement en insérant un fragment de futur dans le présent : Michèle Morgan (Évelyne) fait avancer la montre de Jean Marais (Rémi). À ce moment, l'auteur désamorce tout suspense, intercale l'épisode de l'accident d'avion dans lequel elle trouvera la mort et qui, chronologiquement et logiquement, prend sa place à la fin du film. »
Remarque : Dans une fiction, un flashforward ou saut en avant, intervient lorsque le spectateur est informé d'un élément du récit qui est censé se dérouler dans un temps futur par rapport au temps principal du récit, figure que l'on peut opposer au flashback, beaucoup plus utilisé car plus facilement intégré par le spectateur de base et qui peut se prolonger, alors que très souvent le flashforward se présente sous une forme réduite d'un plan ou d'une courte séquence.
Box Office France 1950 : 1674474 de spectateurs